# Megacmonotus wilsoni
Megacmonotus wilsoni är en insektsart som först beskrevs av Robert McLachlan 1871.
Megacmonotus wilsoni ingår i släktet Megacmonotus och familjen fjärilsländor. Inga underarter finns listade i Catalogue of Life.